# Матриксная металлопротеиназа 2
Матриксная металлопротеиназа 2 (MMP2, MMP-2; желатиназа A) — одна из протеиназ внеклеточного матрикса человека, кодируемая геном MMP2 на 16-й хромосоме.
MMP2 специфически активна в отношении коллагена IV, основного компонента базальных мембран.

## Клиническое значение
Мутации гена MMP2 ассоциированы с синдромом Торга-Винчестера (OMIM 259600).
Повышенный уровень MMP2 отмечен в некоторых, но не всех, исследованиях роговицы при кератоконусе. При этом заболевании предполагается наличие дисбаланса матриксных металлопротеиназ с их ингибиторами. В частности, кератоциты стромы больных кератоконусом в одном исследовании демонстрировали повышенную секрецию MMP2 без соответствующего повышения TIMP.

## Белковые взаимодействия
Описана способность MMP2 взаимодействовать с THBS2, TIMP2, тромбоспондином 1, CCL7 и TIMP4.